# جان پنجم، دوک بریتانی
جان پنجم، دوک بریتانی (برتون: Yann ar Fur؛ ۲۴ دسامبر ۱۳۸۹ – ۲۹ اوت ۱۴۴۲ (aged 52)) پرسنل نظامی اهل فرانسه بود.